# Hyphoradulum
Hyphoradulum is een monotypisch geslacht van schimmels behorend tot de familie Cerrenaceae. Het geslacht bevat alleen Hyphoradulum conspicuum.